# Fjodor Simasjov
Fjodor Petrovitj Simasjov (ryska: Фёдор Петрович Симашёв), född 13 mars 1945, död 20 december 1997, var en sovjetisk längdskidåkare som var aktiv på 1960- och 1970-talen. Han debuterade i internationella sammanhang vid OS i Grenoble 1968, och tog guld på 4 x 10 km och silver på 15 km vid OS i Sapporo 1972.